# جيرهارد كاسبر
جيرهارد كاسبر (بالإنجليزية: Gerhard Casper؛ بالألمانية: Gerhard Casper) هو محامي ألماني وأمريكي، ولد في 25 ديسمبر 1937 في هامبورغ في ألمانيا.

## وصلات خارجية
- الموقع الرسمي
- جيرهارد كاسبر على موقع إن إن دي بي (الإنجليزية)